# Op zoek naar de aarde
Op zoek naar de aarde is een hoorspelserie van James Follett. Earthsearch werd vanaf 6 januari 1981 uitgezonden door de BBC. Josephine Soer vertaalde ze en de TROS zond ze uit vanaf dinsdag 28 februari 1984. De regisseur was Meindert de Goede.

## Delen
- Deel 1: De vergeten videotape (duur: 18 minuten)
- Deel 2: De aarde is zoek (duur: 17 minuten)
- Deel 3: First Footprint City (duur: 17 minuten)
- Deel 4: Landing op Kyros (duur: 16 minuten)
- Deel 5: De verdwijning van Darv en Astra (duur: 16 minuten)
- Deel 6: Het soilaire keizerrijk (duur: 17 minuten)
- Deel 7: De vijvers van de tijd (duur: 16 minuten)
- Deel 8: Twee monsters (duur: 16 minuten)
- Deel 9: Vers bloed (duur: 15 minuten)
- Deel 10: Alleen en verlaten (duur: 14 minuten)
- Deel 11: Ruzie (duur: 17 minuten)
- Deel 12: De planetaire constructiewerkplaats (duur: 16 minuten)
- Deel 13: De centrale dictatuur (duur: 17 minuten)
- Deel 14: De landing (duur: 14 minuten)

## Rolbezetting
- Hans Hoekman (Telson)
- Trudy Libosan (Astra)
- Angelique de Boer (Sharna)
- Hans Dagelet (Darv)
- Maria Lindes (engel 1)
- Ad Hoeymans (engel 2)
- Jan Borkus (Sinclair)
- Kees Broos (luchtsluiscomputer)
- Jan Wegter (wachter)
- Hans Ligtvoet (Simon)
- Jan Anne Drenth (George, Fagor & stem)
- Luc van de Lagemaat (stem)
- Corry van der Linden (Helan)
- Frans Kokshoorn (Thordon)
- Cees van Ooyen (marktbezoeker)
- Marcel Maas (Dren)
- Bert Stegeman (Kroll)
- Loeki Knol (Lenart)
- Teuntje de Klerk (Tandor)

## Inhoud
De bemanning vindt dat het planetair systeem Alturn een fiasco is, niet in staat om het leven te ondersteunen, en daarom zijn ze terug in hetzelfde galactische gebied als Aarde en ze besluiten (ertoe aangezet door de Engelen), terug naar huis te gaan na een mislukte zoektocht van 90 jaar naar een planeet van het type Aarde. Na 25 jaar vaartmindering ontwaakt de bemanning uit de onderbroken bezieling en ontdekt dat de Maan rond de Zon draait in de positie die door de Aarde zou moeten worden ingenomen, maar de Aarde zelf is volledig verdwenen…